# Артон ан Рец
Артон ан Рец (фр. Arthon-en-Retz) је насељено место у Француској у региону Лоара, у департману Атлантска Лоара.
По подацима из 2011. године у општини је живело 3887 становника, а густина насељености је износила 99,06 становника/km².

## Демографија
| 1962. | 1968. | 1975. | 1982. | 1990. | 2011. |
| ----- | ----- | ----- | ----- | ----- | ----- |
| 1.889 | 1.948 | 1.933 | 2.151 | 2.321 | 3.887 |